# Réville-aux-Bois
Réville-aux-Bois település Franciaországban, Meuse megyében. Lakosainak száma 130 fő (2022. január 1.). Réville-aux-Bois Consenvoye, Damvillers, Écurey-en-Verdunois, Étraye, Peuvillers, Sivry-sur-Meuse és Vilosnes-Haraumont községekkel határos.

## Népesség
A település népessége az elmúlt években az alábbi módon változott:
| Lakosok száma | 144  | 126  | 130  | 125  | 123  | 121  | 116  | 123  | 126  | 130  |
|               | 1968 | 1982 | 1990 | 2006 | 2013 | 2015 | 2017 | 2019 | 2020 | 2022 |